# Habropogon senilis
Habropogon senilis là một loài ruồi trong họ Asilidae. Habropogon senilis được Wulp miêu tả năm 1899. Loài này phân bố ở vùng nhiệt đới châu Phi và Cổ Bắc Giớil.